# Fridolf Rafael von Haartman
Fridolf Rafael von Haartman, född 20 december 1839 i Helsingfors, död 1 mars 1902 i Sankt Petersburg, var en finländsk affärsman. Han var son till Carl Daniel von Haartman.
Efter att ha varit officer och bland annat adjutant hos generalguvernören över Finland erhöll von Haartman majors avsked. Han var därefter tullföreståndare i Sankt Petersburg och 1879–1887 anställd vid kejsarens finska kansli. Han grundade 1873 ett transportföretag som trafikerade Neva med ångslupar. Från 1876 rullade hans sovvagnar på rutten Helsingfors–Sankt Petersburg. Ångbåtsbolaget utvecklades snabbt och hade 1897 76 slupar. Han idkade dessutom elektrisk spårvägsdrift och belysningsverksamhet i Nizjnij Novgorod och Sevastopol. Han hade egen mekanisk verkstad och sysselsatte slutligen omkring 1 000 personer, till stor del finländare. Under den ryska förtrycksperioden försvårades hans fortsatta verksamhet. Han tilldelades statsråds titel 1897.